# Maiglöckchen-Ei

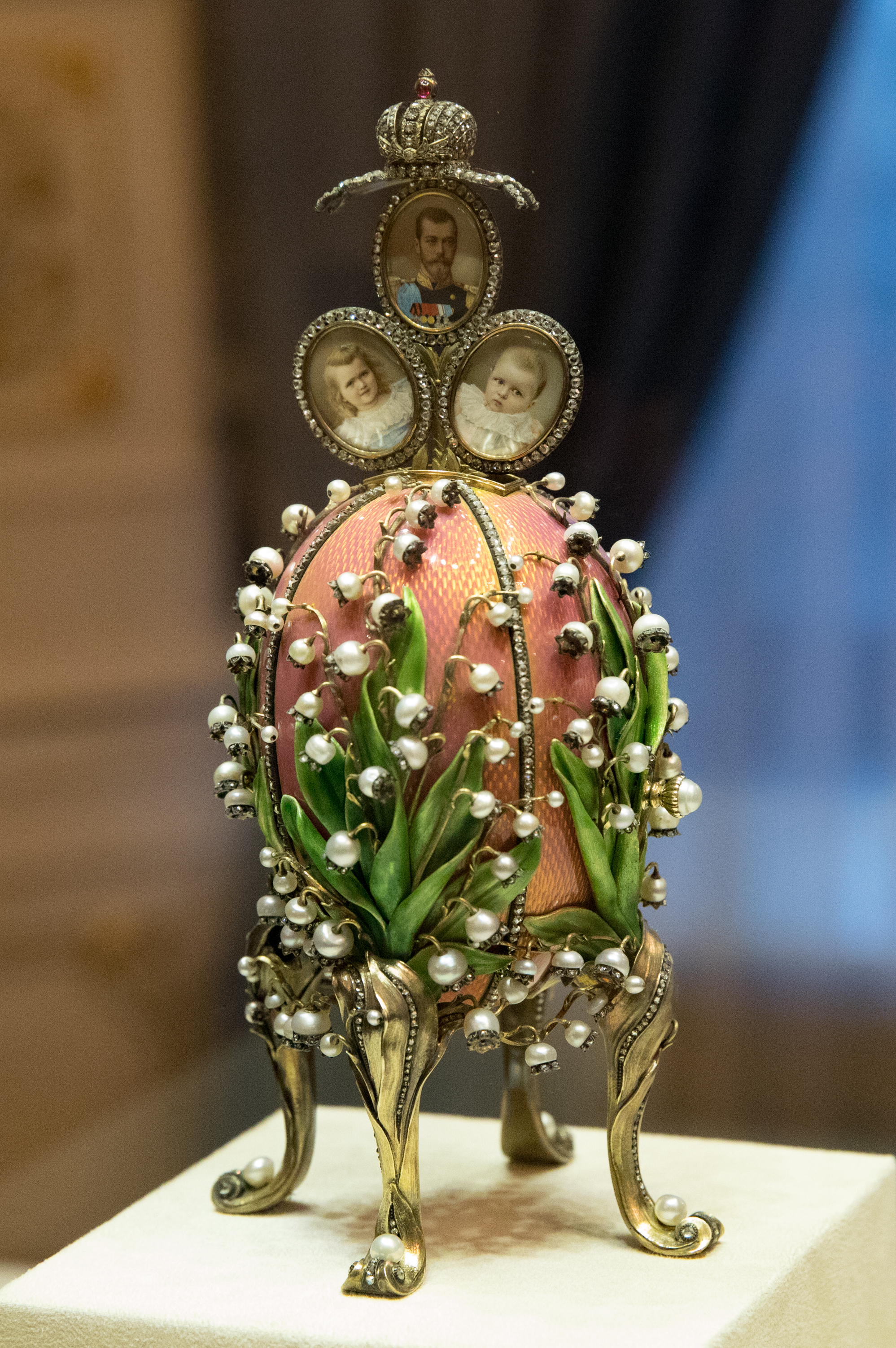
Maiglöckchen-Ei, geöffnet, rechts hervorstehend die Perle zum Ausfahren der Miniaturporträts

Das Maiglöckchen-Ei ist ein „kaiserliches“ Fabergé-Ei, das in der Werkstatt des russischen Juweliers Peter Carl Fabergé unter der Leitung des Goldschmieds Michail Perchin angefertigt wurde. Das Ei war ein Geschenk zum Osterfest 1898 des russischen Kaisers Nikolaus II. an seine Ehefrau Alexandra Fjodorowna.
Das ungeöffnet 15,1 Zentimeter und geöffnet 19,9 Zentimeter hohe Ei ist neben dem im Jahr 1899 an die Zarenmutter Maria Fjodorowna verschenkten Stiefmütterchen-Ei eines von nur zwei im Jugendstil gestalteten „kaiserlichen“ Fabergé-Eiern. Es besteht aus verschiedenen Farbgoldlegierungen, darunter Grüngold, und ist mit rosa und grünem durchscheinendem Schmuckemail überzogen. Es ist mit Diamanten im Rosenschliff, Rubinen, Perlen und Bleikristall besetzt. Die verborgene Überraschung besteht aus drei Porträts von Nikolaus II. in Uniform und seinen beiden ersten Töchtern, den Großfürstinnen Olga und Tatjana, die von Fabergés Chef-Miniaturisten Johannes Zehngraf in Wasserfarbe auf Elfenbein ausgeführt worden sind.
Das Ei gelangte nach der Ermordung der Zarenfamilie und der Flucht der Zarenmutter ins dänische Exil in den sowjetischen Staatsbesitz und schließlich in den Londoner Kunsthandel. Nach mehreren Verkäufen und Rückkäufen wurde es 1979 an Malcolm Forbes, den Verleger des Forbes Magazine, verkauft. Dessen Sohn verkaufte die Fabergé-Sammlung im Februar 2004 an den russischen Oligarchen Wiktor Felixowitsch Wekselberg, der sie 2013 in das von ihm begründete Fabergé-Museum in Sankt Petersburg einbrachte.

## Hintergrund

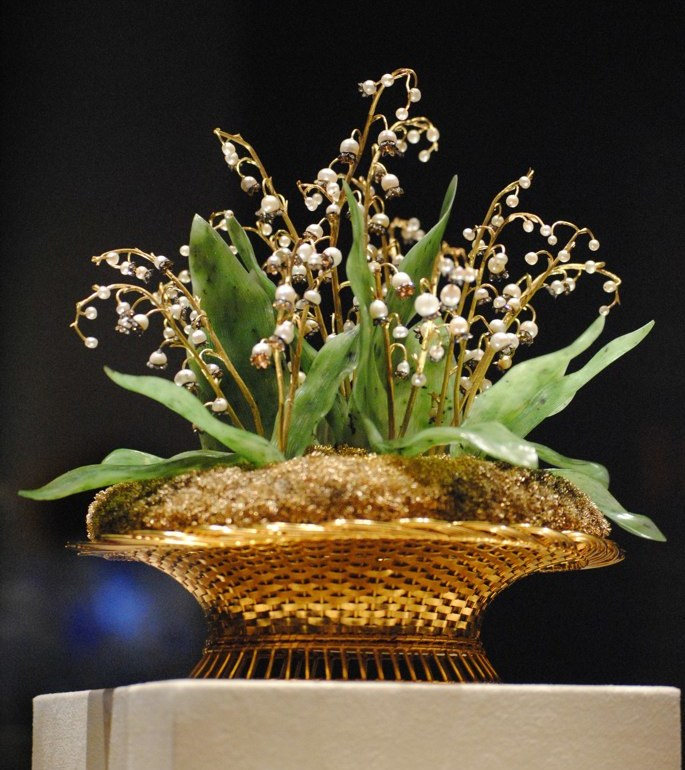
Kaiserlicher Maiglöckchenkorb, Fabergé, 1896

1885 begann der russische Juwelier Peter Carl Fabergé mit der Fabrikation aufwändig gestalteter Ostereier, von denen bis 1894 zehn Stück an den Hof des russischen Zaren Alexander III. verkauft wurden. Dieser schenkte sie jeweils zum Osterfest seiner Ehefrau Maria Fjodorowna. Nach dem Tod Alexanders setzte sein Sohn Nikolaus II. die Tradition fort. Bis 1916 wurden vierzig weitere Eier geliefert und an die Zarin Alexandra Fjodorowna und die Zarenmutter Maria Fjodorowna verschenkt. Die beiden für 1917 bestimmten Eier wurden nicht mehr ausgeliefert. Neben diesen 52 „kaiserlichen“ Fabergé-Eiern wurde mehr als ein Dutzend für private Auftraggeber hergestellt.
Nach 13 Jahren im Dienst des Zaren lief für Fabergé und seine Werkstatt die Planung und Herstellung der Eier routiniert ab, mit einer Entwurfs- und Herstellungsphase, die kurz nach Ostern begann und bis fast zum Osterfest des folgenden Jahres reichte. Das Maiglöckchen-Ei ist neben dem im Jahr 1899 an die Zarenmutter Maria Fjodorowna verschenkten Stiefmütterchen-Ei eines von nur zwei im Jugendstil gestalteten „kaiserlichen“ Fabergé-Eiern. Die Zarin Alexandra Fjodorowna war vom Jugendstil angetan, möglicherweise angeregt durch ihren Bruder Großherzog Ernst Ludwig von Hessen, der Darmstadt um die Jahrhundertwende zu einem Zentrum des Jugendstils machte. Fabergé war bekannt, dass die Zarin die Farbe Rosa, Maiglöckchen und Perlen mochte. Die im Maiglöckchen-Ei verwirklichte Kombination musste ihr also gefallen, zumal sie bereits zwei Jahre zuvor gut aufgenommen wurde. Seinerzeit erhielt die Zarin im Rahmen der Allrussischen Industrie- und Handwerksausstellung 1896 in Nischni Nowgorod einen von Fabergés damaligem Werkstattleiter August Holmström angefertigten Maiglöckchenkorb mit 19 Stängeln aus Gold, Silber, Nephrit, Perlen und Diamanten. Das Objekt befindet sich im Besitz des Metropolitan Museum of Art in New York City und gilt heute noch vor mehreren Fabergé-Eiern als das bedeutendste Stück seiner Produktion in den Vereinigten Staaten.

## Beschreibung

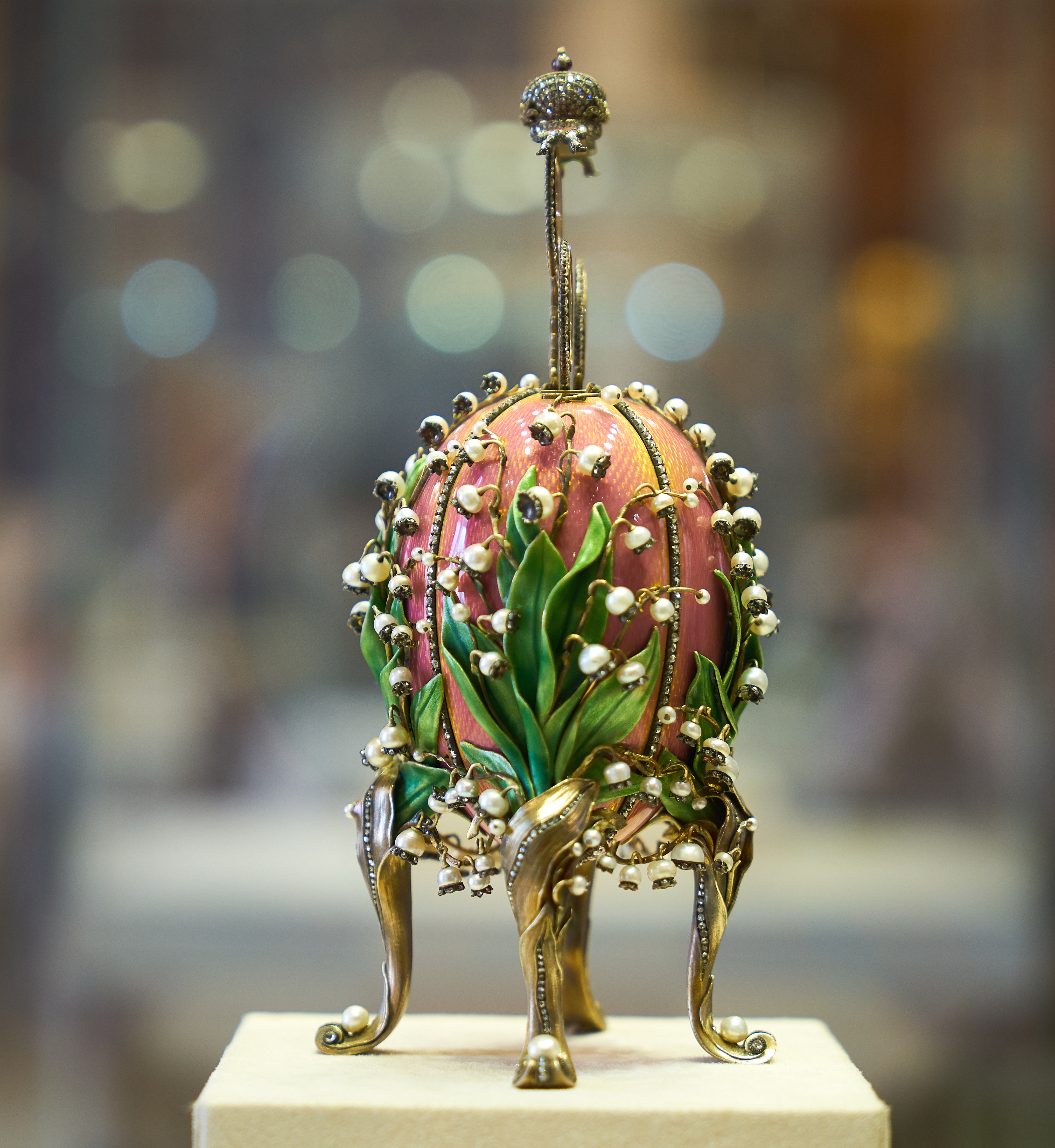
Maiglöckchen-Ei, geöffnet von der Seite

Das Maiglöckchen-Ei ist ungeöffnet 15,1 Zentimeter und geöffnet 19,9 Zentimeter hoch und stellt ein aufrecht auf vier Füßen in der Gestalt von Maiglöckchensträußen stehendes Ei dar. Auf seiner Spitze sitzt ein Modell der Zarenkrone mit zwei Bügeln. Das Ei besteht aus verschiedenen Farbgoldlegierungen, darunter Grüngold. Es ist mit rosa Schmuckemail auf einem Guilloche-Untergrund überzogen und mit vertikalen Reihen von Diamanten in vier Segmente aufgeteilt. Daneben wird grünes Email für die Blätter der Maiglöckchen verwendet, die mindestens 130 Blüten bestehen aus jeweils einer Perle und ihre Staubblätter aus winzigen Diamanten im Rosenschliff. Das Ei ist mit weiteren Diamanten, ebenfalls im Rosenschliff, Rubinen, Perlen und Bleikristall besetzt. Es steht auf vier Cabriole-Füßen aus Grüngold, die scheinbar aus einander umschlingenden Blättern mit Adern aus geschliffenen Diamanten bestehen.
Die verborgene Überraschung wird durch das Drehen einer goldgefassten Perle an der Seite freigegeben und nach oben ausgefahren. Drei ovale Miniaturen klappen dabei fächerartig auseinander. Sie zeigen jeweils ein Porträt von Nikolaus II. in Uniform und seinen beiden ersten Töchtern, den 1895 und 1897 geborenen Großfürstinnen Olga und Tatjana. Die Porträts wurden von Fabergés Chef-Miniaturisten Johannes Zehngraf in Wasserfarbe auf Elfenbeintäfelchen ausgeführt. Auf den Rückseiten der Miniaturen ist das Datum „5. April 1898“ angegeben, dabei handelt es sich um das orthodoxe Osterdatum im julianischen Kalender. Wenn die Perle in Gegenrichtung gedreht wird, werden die Porträts wieder nach unten in das Ei zurückgezogen. Das Maiglöckchen-Ei war erst das dritte Fabergé-Ei mit Porträt-Miniaturen als Überraschung. Das Monogramm-Ei von 1896 enthielt als Überraschung Porträts des verstorbenen Zaren Alexander III. Das verschollene Mauve-Ei, das 1897 der Zarenmutter geschenkt wurde, enthielt als (noch erhaltene) Überraschung drei zu einem Kleeblatt auseinander zu faltende herzförmige Miniaturen des Zarenpaares und der Erstgeborenen Olga.
Das Maiglöckchen-Ei weist als Marke die kyrillischen Initialen des Goldschmieds und Werkstattleiters Michail Perchin in einem Queroval auf. Dabei befindet sich auch die von Fabergé in Sankt Petersburg bis 1899 verwendete Punze, die Zahl 56 mit gekreuzten Ankern und Zepter im Queroval. Die 56 bezeichnet einen Feingehalt von 56 Solotnik oder 14 Karat. Der mit dem Maiglöckchen-Ei gelieferte und mit Samt ausgeschlagene Transportbehälter ist noch erhalten.

## Provenienz
Das Maiglöckchen-Ei wurde von dem Juwelier Peter Carl Fabergé für 6700 Silberrubel für Kaiser Nikolaus II. angefertigt. Nikolaus schenkte es seiner Ehefrau, der Zarin Alexandra Fjodorowna, als Geschenk zum Osterfest 1898. Das Ei befand sich 1909 in Alexandra Fjodorownas Arbeitszimmer im Winterpalast in Sankt Petersburg. Mitte September 1917 wurden etwa 40 Fabergé-Eier im Auftrag der Regierung Kerenski in die Rüstkammer des Moskauer Kremls gebracht. Die Zarenfamilie wurde 1918 ermordet. Die Fabergé-Eier und zahlreiche weitere Wertgegenstände aus dem Besitz der Zarenfamilie wurden wahrscheinlich im Februar oder März 1922 dem Rat der Volkskommissare der RSFSR übergeben. Allerdings ist das Maiglöckchen-Ei in den 1917 und 1922 erstellten Inventaren nicht aufgeführt.
1927 wurde das Maiglöckchen-Ei mit acht weiteren Fabergé-Eiern von der Antikwariat, der für die Verwertung von Kulturgütern zuständigen Abteilung des sowjetischen Handelsministeriums, an Emanuel Snowman von der auf russische Antiquitäten und Fabergé-Objekte spezialisierten Kunsthandlung Wartski verkauft. 1934 wurde es für 700 britische Pfund vom Stammhaus in Wales an die Londoner Niederlassung übertragen und am 19. Mai 1934 für 2000 Pfund an Charles Parsons aus London verkauft. Bereits am 8. Juni 1935 wurde es zurückgekauft und zu einem nicht bekannten Zeitpunkt und Preis an einen Mr. Hirst aus London verkauft. Am 1. Juli 1948 wurde es von Hirst für 1500 Pfund erneut zurückgekauft. Im März 1979 wurde es mit dem Krönungs-Ei von 1897 für 300.000 Pfund an Malcolm Forbes, den Verleger des Forbes Magazine, verkauft. Dessen Sohn Steve Forbes veräußerte die damals größte private Fabergé-Sammlung mit alleine neun „kaiserlichen“ Eiern im Februar 2004 für mehr als 100 Millionen US-Dollar an den russischen Oligarchen Wiktor Felixowitsch Wekselberg. Wekselberg verfolgt mit der 2000 gegründeten The Link of Times Cultural and Historical Foundation das Ziel, in das Ausland verbrachtes russisches Kulturgut zu sichern und nach Russland zurückzuführen. Das Maiglöckchen-Ei gehört zum Bestand des von Wekselberg begründeten und im November 2013 eröffneten Fabergé-Museums in Sankt Petersburg.

## Ausstellungen

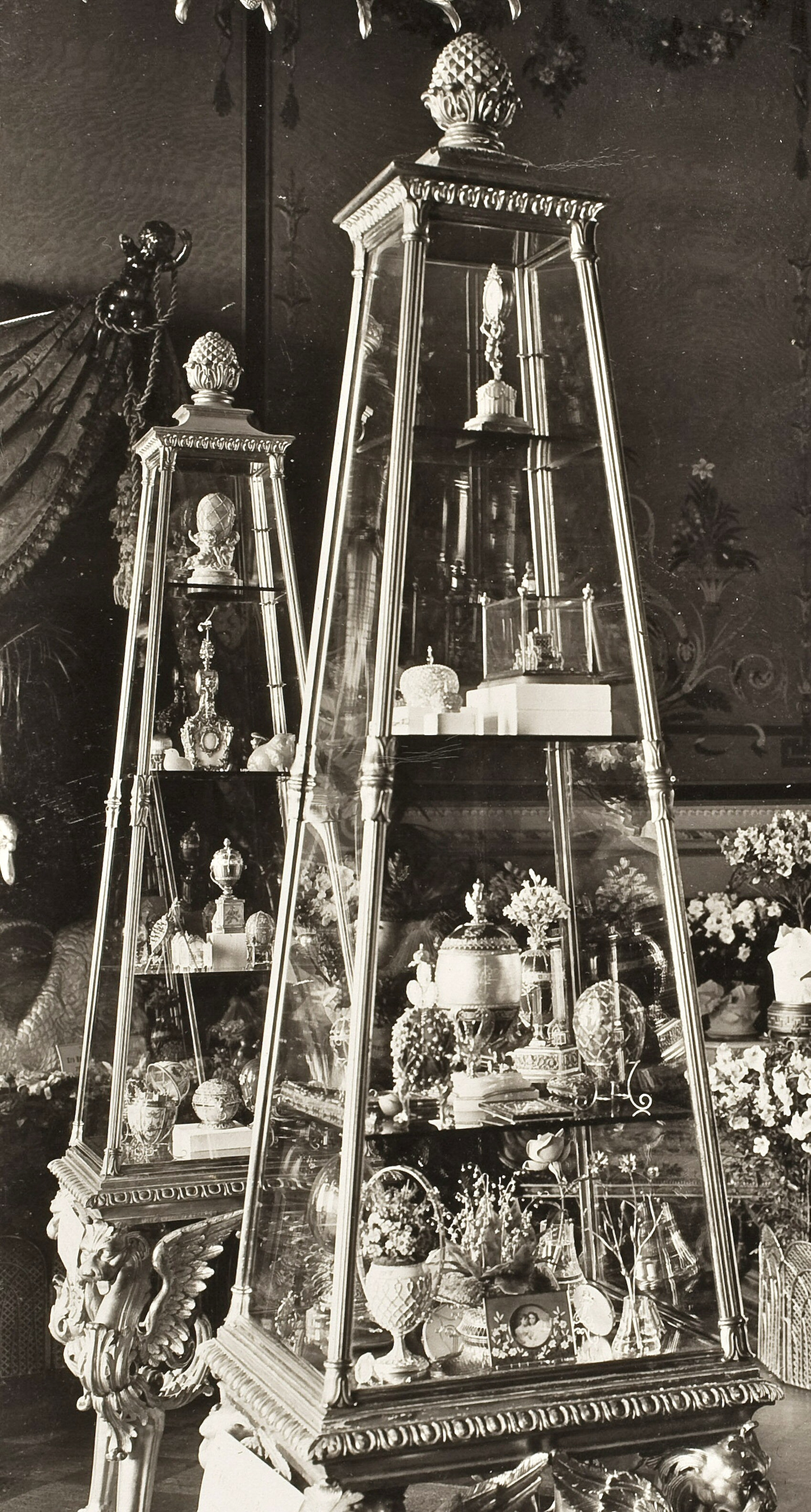
Wohltätigkeitsausstellung, Sankt Petersburg 1902, das Maiglöckchen-Ei in der vorderen Vitrine, zweite Ebene von unten

Bei der Weltausstellung Paris 1900 wurden als Leihgabe des Zarenhofs neben zahlreichen weiteren Fabergé-Objekten 14 der bis dahin 20 gefertigten „kaiserlichen“ Fabergé-Eier öffentlich präsentiert. Dazu gehörte auch das Maiglöckchen-Ei. Im März 1902 wurde im Petersburger Palais des Baron Paul Pawlowitsch von Derwis unter der Schirmherrschaft von Alexandra Fjodorowna eine Wohltätigkeitsausstellung mit Objekten von Fabergé durchgeführt. Gezeigt wurden zahlreiche Kunstwerke, meist aus dem Besitz der Zarenfamilie, einschließlich zahlreicher Fabergé-Eier. Diese Ausstellung war erst die zweite Präsentation von „kaiserlichen“ Fabergé-Eiern und die erste in Russland.
Vom 22. Oktober 1989 bis zum 7. Januar 1990 fand im San Diego Museum of Art die Ausstellung „Fabergé: The Imperial Eggs“ als größte seit Jahrzehnten durchgeführte Präsentation „kaiserlicher“ Fabergé-Eier statt. Das Maiglöckchen-Ei gehörte zu den gezeigten Eiern. Anschließend reiste die Ausstellung nach Moskau, um vom 30. Januar bis zum 15. März 1990 als erste „ausländische“ Ausstellung überhaupt in der Rüstkammer des Moskauer Kremls gezeigt zu werden. Von Juli bis September 2009 wurden in der Ausstellung „Moscow. Splendors of the Romanovs“ im Grimaldi Forum mehr als 500 Objekte aus dem Besitz der Zarenfamilie gezeigt, darunter das Maiglöckchen-Ei. Seit 2013 gehört es zur Dauerausstellung des Fabergé-Museums in Sankt Petersburg.